# جان سوني ألسينات
جان سوني ألسينات (Jean Sony Alcénat) (23 يناير 1986 في بورت أو برانس في هايتي – )؛ هو لاعب كرة قدم كان يلعب كمدافع. يلعب مع منتخب هايتي لكرة القدم منذ عام 2006.

## وصلات خارجية
- جان سوني ألسينات على موقع الاتحاد الدولي (مؤرشف)  (الإنجليزية)
- جان سوني ألسينات على موقع قاعدة بيانات كرة القدم.إي يو (الإنجليزية)
- جان سوني ألسينات على موقع ناشيونال فوتبول تيمز (الإنجليزية)
- جان سوني ألسينات على موقع Soccerway.com (الإنجليزية)
- جان سوني ألسينات على موقع عالم كرة القدم.نت (الإنجليزية)
- جان سوني ألسينات على موقع AS.com (الإسبانية)